# Gonzalo García (football)
Pour les articles homonymes, voir Gonzalo García et García.
Gonzalo García, né le 24 mars 2004 à Madrid, est un footballeur espagnol qui joue au poste d'attaquant au Real Madrid.

## Biographie

### Carrière en club
Né à Madrid en Espagne, Gonzalo García est notamment passé par les centres de formation du RCD Majorque puis du Real Madrid, où il commence sa carrière senior avec le Real Madrid Castilla, en Primera Federación,.
Il commence à être régulièrement appelé en équipe première par Carlo Ancelotti lors de la saison 2023-2024, notamment lors des blessures de Vinícius Júnior. Il joue son premier match avec l'équipe première du club le 26 novembre 2023, remplaçant Rodrygo Goes à la 78e minute lors d'une victoire 0-3 contre le Cádiz CF en championnat.
García est ainsi sacré champion d'Espagne lors de la saison 2023-2024,.

### Carrière en sélection
Gonzalo García est convoqué avec l'équipe d'Espagne des moins de 19 ans en juillet 2023 pour l'Euro de la catégorie.

## Statistiques
| Saison                | Club                  | Championnat           | Championnat | Championnat | Championnat | Coupe(s) nationale(s) | Coupe(s) nationale(s) | Coupe(s) nationale(s) | Compétition(s) continentale(s) | Compétition(s) continentale(s) | Compétition(s) continentale(s) | Compétition(s) continentale(s) | Coupe du monde des clubs | Coupe du monde des clubs | Coupe du monde des clubs | Total | Total | Total |
| Saison                | Club                  | Division              | M.          | B.          | P.d.        | M.                    | B.                    | P.d.                  | Comp.                          | M.                             | B.                             | P.d.                           | M.                       | B.                       | P.d.                     | M.    | B.    | P.d.  |
| 2023-2024             | Real Madrid           | Liga                  | 2           | 0           | 0           | -                     | -                     | -                     | C1                             | -                              | -                              | -                              | -                        | -                        | -                        | 2     | 0     | 0     |
| 2024-2025             | Real Madrid           | Liga                  | 3           | 0           | 1           | 1                     | 1                     | 0                     | C1                             | 0                              | 0                              | 0                              | 6                        | 4                        | 1                        | 10    | 5     | 2     |
| Total sur la carrière | Total sur la carrière | Total sur la carrière | 5           | 0           | 1           | 1                     | 1                     | 0                     | -                              | 0                              | 0                              | 0                              | 6                        | 4                        | 1                        | 12    | 5     | 2     |

## Palmarès
Real Madrid
- Championnat d'Espagne (1)
  - Champion en 2023-2024